# Gumersindo Díaz

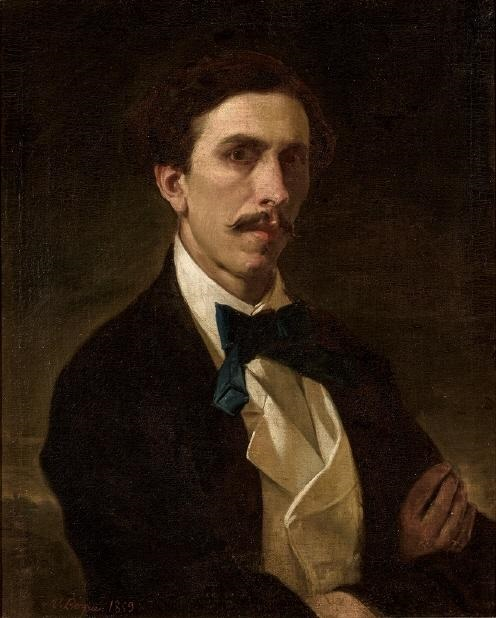
Retrato de Gumersindo Díaz, obra de Valeriano Domínguez Bécquer, en el Museo de Bellas Artes de Sevilla.

Gumersindo Díaz (Oviedo, 1831-Sevilla, 1891) fue un pintor y dibujante español.

## Biografía
Nació en Oviedo y fue discípulo de Vicente Arbiol y Rodríguez en la escuela de su ciudad natal, obteniendo premios en 1843 y 1844. Se trasladó a Sevilla en 1859, para estudiar en la Escuela de Bellas Artes de Sevilla y fue discípulo de Joaquín Domínguez Bécquer. Los temas que ha expresado habitualmente en sus lienzos son el religioso, el retrato, el paisaje y el bodegón, con preferencia al estilo de la pintura española del siglo XVII, caso de Murillo. También realizó lienzos relacionados con el paisaje de la antigua provincia de Oviedo. Además de sus propias obras realizaba reproducciones de otros artistas, de tal manera que la Fábrica de armas de Trubia conservó una copia del Cuadro de las aguas de Murillo realizada por este artista.
Algunas de sus obras se encuentran en el Museo de Bellas Artes de Sevilla, el Museo Nacional de Bellas Artes de La Habana, la Real Academia de Bellas Artes Santa Isabel de Hungría, la catedral de Oviedo o en el Ateneo de Sevilla.
El Museo de Bellas Artes de Sevilla posee un retrato de Gumersindo Díaz, realizado por Valeriano Domínguez Bécquer hacia 1859, procedente de la donación de don José Gestoso. Gumersindo Díaz ayudó a Antonio Machado y Álvarez «Demófilo» en las tareas de fundación de la Sociedad de El Folk-Lore Andaluz. Al igual que la familia Machado, Gumersindo Díaz vivía en la casa del Duque de Alba en Sevilla, conocida como Casa de las Dueñas. Su existencia parece que fue de escasos recursos.

## Participación en certámenes artísticos
Perteneció a un grupo activo de pintores románticos y concurrió a diversos certámenes artísticos como:
- Un cuadro suyo representando a San Juan fue premiado con una medalla de plata en la Exposición Artística de Cádiz de 1862.[4]
- Presentó seis cuadros en la Exposición Artística de Sevilla de 1867,[4] donde obtuvo medalla de plata.  Obras relacionadas con temas asturianos como Una vista general de la cueva de Covadonga o Un boceto de costumbres asturianas.
- En 1868, presentó al mismo concurso otros doce estudios.

## Obras
Fueron también obras suyas, entre las que se encuentran tanto pinturas como dibujos: Una vista general de la cueva de Covadonga, Un boceto de costumbres asturianas, Un hombre del campo, Dos estudios de aves, Un paisaje de Astúrias, La puerta de Córdoba, Muro de la Trinidad en Sevilla, Patio de una casa de vecindad, Unos jugadores, Un cuento, Los arrieros borrachos, Grupo de pastores, Los convalecientes, Costumbres de aldea en Asturias, Tipos asturianos, Un pobre o Un frutero, entre otras. Ejecutó una copia del Cuadro de las Aguas de Murillo con destino a la Real Fábrica de Armas de Trubia, en Oviedo.

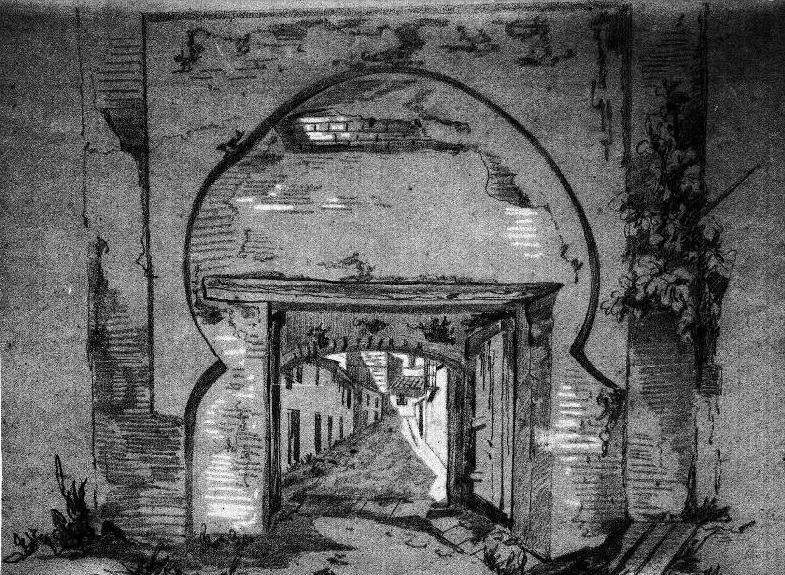
Gumersindo Díaz, Puerta de la Huerta del Retiro, ca. 1865. Arquitectura almohade del. Puerta medieval de la muralla de Sevilla. Archivo de la Comisión de Monumentos Históricos y Artísticos de la Provincial de Sevilla

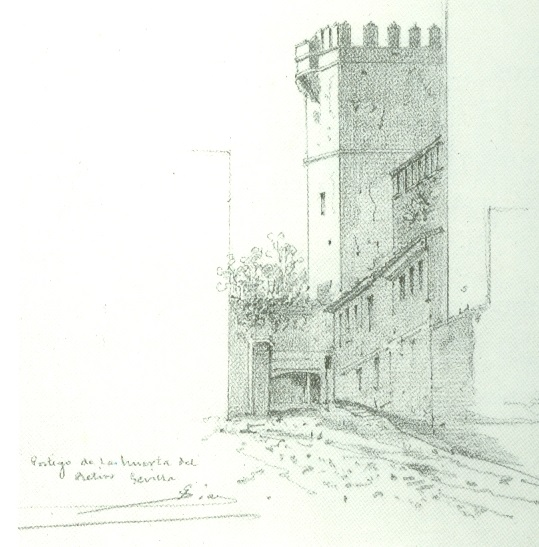
Gumersindo Díaz, Huerta del Retiro ca. 1865. Véase el Postigo del Álcazar de Sevilla y la Torre del Agua de la muralla del Real Alcázar de Sevilla. Sevilla, Calle Judería, Archivo de la Comisión de Monumentos Históricos y Artísticos de la Provincial de Sevilla